# Павленко, Георгий Николаевич
Георгий Николаевич Павленко (род. 13 сентября 1929, поселок Моспино, теперь город Донецкой области  — умер 15 ноября 2005, город Балаклея, Харьковская область) — украинский советский деятель, машинист вращающихся печей Балаклейского цементно-шиферного комбината, новатор производства. Герой Социалистического Труда (1973). Кандидат в члены ЦК КПУ в 1971 — 1976 г. Член ЦК КПУ в 1976 — 1981 г.

## Биография
Родился 13 сентября 1929 в селе Моспино Макеевского района Сталинского округа Украинской ССР (ныне – город Моспино Донецкой области Украины) в семье шахтёра. Украинец.
В 1954 году поступил бункеровщиком на Амвросиевский завод №1 в городе Амвросиевка Сталинской (с ноября 1961 года – Донецкой) области УССР. После окончания 3-месячных курсов получил специальность машиниста вращающихся печей. В 1956 году поступил в Амвросиевский индустриальный техникум, работал машинистом вращающихся печей и сменным мастером Амвросиевского завода. В 1960 году вступил в КПСС.
В 1964-1991 годах – машинист вращающихся печей Балаклейского цементно-шиферного комбината имени 50-летия СССР в городе Балаклея Балаклейского района Харьковской области УССР.
По его инициативе на комбинате каждый машинист начал обслуживать вместо одной две вращающиеся печи, что позволило ввести в строй технологическую линию без увеличения штатов. За высокие трудовые достижения по итогам восьмой пятилетки (1966-1970) награждён орденом Ленина.
Указом Президиума Верховного Совета СССР от 8 января 1974 года за выдающиеся успехи в выполнении и перевыполнении планов 1973 года и принятых социалистических обязательств Павленко Георгию Николаевичу присвоено звание  Героя Социалистического Труда с вручением ордена Ленина и золотой медали «Серп и Молот».
Кандидат в члены ЦК Компартии Украины (1971-1976), Член ЦК Компартии Украины (1976-1981). Также избирался депутатом Харьковского областного Совета.
Избирался депутатом Харьковского областного совета. Потом — на пенсии в городе Балаклее Харьковской области.
С 1991 года – на пенсии.
Жил в городе Балаклея Харьковской области (Украина). Умер 15 ноября 2005 года.
Награждён 2 орденами Ленина (07.05.1971; 08.01.1974), медалями.

## Награды
- Герой Социалистического Труда (1973)
- два ордена Ленина (,1973)
- ордена
- медали